# Toby Gad
Tobias "Toby" Gad é um produtor musical e compositor criado em Los Angeles e nascido em Munique, na Alemanha. Conhecido por co-escrever o hit indicado ao Grammy, "Big Girls Don't Cry" da cantora americana Fergie, também co-escreveu e produziu o número um por todo o mundo, "If I Were a Boy" da cantora Beyoncé e o primeiro lugar multi-platinado "Untouched" da banda The Veronicas. Ele já trabalhou com vários artistas, entre eles  Beyoncé, Alicia Keys, Brandy, Drake Bell, Natasha Bedingfield, Pat Monahan, Esmée Denters, Fergie, Kelly Clarkson, Demi Lovato, Kris Allen, Jordin Sparks, Allison Iraheta, Miley Cyrus, Donna Summer, The Veronicas, Emily Osment e Selena Gomez e lançou mais de 150 registros de grandes gravadoras como compositor e/ou produtor.
Em 2009 Toby e seus gerentes David Sonenberg e William Derella começou sua gravadora chamada KITE RECORDS NYC. Os 2 primeiros artistas no KITE estão Susan Justiça, assinada pela juíza do American Idol, Kara DioGuardi ao Tom Whalley, Warner Bros, lançamento do álbum sced. para início de 2010, e Jessica Jarrell, assinado por David Massey para LA Reid, IDJ, sced para lançamento no início de 2010
Em 2009, a publicação de Toby Gad Gad Songs empresa formada joint ventures com a EMI e com publicação BMG direitos de publicação com o objetivo de assinatura e desenvolvimento produtores e escritores. A primeira assinatura dos Cânticos Gad é o produtor / escritor Pace Dillon de Staten Island.
Filme de produção Toby Gad Films empresa, fundada em 2008, produz conteúdo de TV e vídeo na Internet que os documentos a canção escrita processo de Toby e seu artista, bem como um vídeo blog mensal. O Gad site de filmes podem ser encontrados em "nos bastidores" na www.tobygad.com
Toby é o irmão de Jens Gad, que produziu tais atos de sucesso alemão como Enigma e Sandra Cretu.